# والي ماير
والي ماير (بالإنجليزية: Wally Mayer) هو لاعب كرة قاعدة أمريكي، ولد في 8 يوليو 1890 في سينسيناتي في الولايات المتحدة، وتوفي في 18 نوفمبر 1951 في مينيتونكا في الولايات المتحدة.

## وصلات خارجية
- والي ماير على موقعبيزبول رفرنس.كوم (الدوري الرئيسي) (الإنجليزية)
- والي ماير على موقع جمعية أبحاث البيسبول الأمريكية (الإنجليزية)